# Воно 2
«Воно 2» (англ. It: Chapter Two, дос. «Воно: Частина друга») — американський фільм жахів, продовження фільму «Воно» 2017 року. Обидві стрічки зняті режисером Андресом Мускетті та є кіноадаптацією однойменного роману 1986 року Стівена Кінга.
Ще в лютому 2016 року розпочалися переговори про знімання другої частини[джерело?]. 25 вересня 2017 року New Line Cinema та Warner Bros. Pictures оголосили, що продовження вийде у кінопрокат 6 вересня 2019 року. Тоді ж стало відомо, що сценарій писатиме Ґері Доберман, а фільм зніматиме Андрес Мускетті. Основні зйомки фільму почалися 19 червня 2018 року на базі «Pinewood Toronto Studios» і в локаціях канадської провінції Онтаріо  та завершено 31 жовтня 2018 року[джерело?].
В Україні прем'єра відбулася 5 вересня 2019 року.
Події фільму розгортаються через двадцять сім років після знайомства «Клубу невдах» з істотою-людоїдом Пеннівайзом. Здавалося б, все добре, вони дорослі і живуть своїм життям, але несподіваний телефонний дзвінок змушує їх знову об'єднатися, щоби продовжити боротьбу з Пеннівайзом.

## Сюжет
Через 27 років після подій першої частини в містечку Деррі, штат Мен, ввечері в парку розваг на фестивалі «Дні Каналу» два гея — Адріан Меллон і його хлопець Дон Хагарті нарвалися на банду гомофобів. Закохану пару жорстоко б'ють, в Адріана скидають з мосту в річку. Потім бандити тікають, Дон біжить на допомогу Адріану та бачить незнайомця, схожого на клоуна, котрий витягує його друга на інший берег. Там незнайомець відкушує від нього шматок, Адріан Меллон в муках помирає. Невідомо звідки з'являються тисячі червоних повітряних кульок, що летять по нічному небу.
Майк Генлон, сидячи в бібліотеці, дізнається по радіо про це та поспішає до місця події. Оглядаючи місце вбивства, він бачить на одному з кущів залишки кульки та напис, зроблений кров'ю: «Повертайтеся додому». Зрозумівши, що «Воно» повернулося, Майк телефонує іншим членам «Клубу невдах» — Біллу, Бену, Беверлі, Річі, Едді і Стену і просить їх повернутися назад в Деррі. Його друзі на той час давно роз'їхалися по США, і кожен живе своїм життям: Білл став письменником і написав сценарії для багатьох кінофільмів, Едді — менеджер із ризиків, одружився з жінкою, як дві краплі води схожою на його сувору матір, Річі став ведучим комедійного шоу, Бен — видатним архітектором, Беверлі — модним дизайнером, одружена з чоловіком, настільки ж жорстоким, як і її батько, Стенлі  став бізнесменом. Всі вже забули про своє дитинство і стурбовані дзвінками, але погоджуються повернутися, за винятком Стена, який несподівано здійснює самогубство.
Решта учасників возз'єднуються в місцевому ресторані, спочатку радіючи і згадуючи минуле. Потім ідилію перериває розповідь Майка про низку вбивств, що сталися кілька днів тому. В цей момент з їжі вилазять комахи у вигляді відрубаних кінцівок і нападають на «невдах». Хлопці розуміють, що за цим стоїть «Воно», котрого вони не здолали остаточно в дитинстві. Пізніше, покинувши ресторан, вони дізнаються про самогубство Стена. Всі збираються виїхати, крім Білла, якого Майк вмовляє залишитися і вислухати його.
Зі флешбеків з'ясовується, що Генрі Бауерс вижив після падіння в колодязь і відправився додому, де чергував натовп поліцейських, вивозячи мертвого батька Генрі. Побачивши повернення додому Бауерса-молодшого місцеві копи заарештували його за вбивство батька. Тепер, перебуваючи в психіатричній лікарні, Генрі бачить червону кульку, яку бачив 27 років тому, і влаштовує істерику, через що його відправляють сидіти в окрему палату. Там з-під ліжка вилазить «Воно» в подобі зогнилого трупу, в якому Бауерс впізнає свого давнього друга — Патріка Гокстеттера. Мрець повертає Генрі його ніж. Вночі, убивши санітарів, Генрі тікає з лікарні та їде разом з Пеннівайзом назад в Деррі.
В цей час Майк привозить Білла в бібліотеку і розповідає, як він зустрівся з індіанським племенем, яке показало йому ритуал Чудь, здатний знищити «Воно» раз і назавжди. Інша частина компанії збирає речі в готелі. Бен знає, що Беверлі щось від них приховує і просить її розповісти. Дівчина зізнається, що бачила як помре Стенлі і як в майбутньому помруть інші, якщо не зупинити істоту в цьому циклі її активності.
З великим зусиллям хлопці залишаються в Деррі та беруться до підготовки ритуалу. Щоб ритуал спрацював, кожен з «невдах» повинен мати артефакт зі свого минулого, який слід помістити в стародавню посудину. Беверлі йде в свій старий будинок, де тепер живе літня бабуся місіс Керш, і знаходить любовний лист, написаний Беном для неї, хоча вона все ще думає, що його написав Білл. В результаті на дівчину нападає Пеннівайз у подобі бабусі, а потім в подобі батька. Їй все ж вдається врятуватися, зрештою вона бачить, що будинок її давно покинутий. Річі вештається по місту і приходить в те місце, де проводив в дитинстві весь вільний час — зал аркадних автоматів. Тепер приміщення занедбане, Річі знаходить там залишений в дитинстві жетон для ігрових автоматів. Бен іде в середню школу і так стикається з клоуном, який мучить його старими кошмарами. Білл вирішує до свого старого дому і в дренажному тунелі, де був убитий його брат Джорджі, знаходить свій паперовий кораблик. Потім він зустрічає хлопчика на ім'я Дін, який тепер живе в будинку Білла. Дін каже, що часто чує голоси зі зливу у ванній. Білл радить хлопчикові і його сім'ї виїжджати з міста. Едді тим часом йде в місцеву аптеку і замовляє інгалятор. Він уже збирався йти, як раптом чує крики своєї мами. Він йде до підвалу, де на нього нападає прокажений і вимазує огидним брудом.
Білл в готелі бачить скейтборд, як у Діна, з посланням від «Воно», з якого випливає, що Пеннівайз намірився вбити хлопчика. Білл біжить у парк розваг, куди хлопчик якраз збирався. Решта його друзів налякані зустрічами з клоуном, і Річі вирішує поїхати геть. Едді йде у ванну відмивати шкіру від бруду «прокаженого», де на нього нападає Генрі Бауерс і ранить його ножем в щоку. Потім Генрі їде в бібліотеку і нападає там на Майка, але вбиває Річі, котрий саме встиг на допомогу. Білл тим часом бігає по парку розваг, намагаючись попередити Діна, але спізнюється, і хлопчик помирає в страшних муках. Вражений, він повертається в будинок на Нейболт-стріт, де в дитинстві «невдахи» пережили свої кошмари, щоби вбити «Воно». Решта «невдах» погоджуються вирушити за ним.
Зайшовши в будинок, кожен з них заново стикається зі своїми вже дорослими кошмарами. Друзі спускаються в колодязь і починають ритуал, коли перед ними постає Пеннівайз в образі гігантського павука і розповідає, що Майк відпочатку знав, що ритуал не спрацює. Друзі, втім, здогадуються, що це чергова хитрість Пеннівайза. В ході битви ціною життя Едді Каспбрака їм вдається вбити «Воно» раз і назавжди. Потім вони вибігають з дому, який розвалюється разом з лігвом Пеннівайза.
Вцілілі «невдахи» повертаються на кар'єр, де вони колись плавали разом. Беверлі усвідомлює, що це Бен написав любовний лист і цілує його, пізніше вони починають зустрічатися. Річі повертається на місток, де він колись вирізав свої ініціали і вирізає ім'я Едді. Майк вирішує переїхати з Деррі до Флориди для нового життя. Всі «невдахи» отримують посмертний лист від Стена, в якому той пояснює, що вважав себе перешкодою, його друзі могли би перемогти «Воно», якби стали хоробрими без нього.

## У ролях
- Джеймс Мак-Евой — Вільям «Білл» Денбро
  - Джейден Ліберер — юний Білл Денбро
- Джессіка Честейн — Беверлі «Бев» Марш
  - Софія Лілліс — юна Беверлі Марш
- Білл Гейдер — Річард «Річі» Тозіер
  - Фінн Вулфгард — юний Річі Тозіер
- Джей Райан[en] — Бен Генском
  - Джеремі Рей Тейлор[en] — юний Бен Генском
- Ісайя Мустафа[en] — Майк Генлон
  - Чоузен Джейкобс[en] — юний Майк Генлон
- Джеймс Ренсон — Едді Каспбрак
  - Джек Ділан Грейзер — юний Едді Каспбрак
- Енді Бін[en] — Стенлі Уріс
  - Вайатт Олефф[en] — юний Стенлі Уріс
- Білл Скарсгард — Воно / Клоун Пеннівайз
- Вілл Бейнбринк — Том Роган
- Ксав'є Долан — Едріан Меллон
- Оуен Тіг — Патрік Хокштеттер
- Джексон Роберт Скотт — Джорджі Денбро
- Джейсон Фукс — менеджер

## Український Дубляж
- Студія: Постмодерн[4]
- Режисерка дублювання: Катерина Брайковська
- Перекладач: Олег Колесніков
- Координатор проекту: Юлія Кузьменко

Ролі дублювали:
- Білл - Павло Скороходько
- Річі - Дмитро Терещук
- Беверлі - Наталія Романько-Кисельова
- Майк - Роман Чорний
- Едді - Олександр Погребняк
- Бен - Дмитро Гаврилов
- Пеннівайз - Андрій Мостренко
- Малий Едді - Дем'ян Шиян
- Малий Річі - Дмитро Павленко
- Мала Беверлі - Антоніна Хижняк
- Адріан - Євген Сардаров
- Дон - Юрій Сосков
- Малий Бен - Іван Вікулов
- Малий Стенлі - Арсен Шавлюк
- Малий Біллі - Віктор Григор'єв
- Генрі - Володимир Канівець
- Стенлі - Юрій Кудрявець
- Дін - Олексій Сморігін
- Місіс Керш - Людмила Суслова
- Місіс Каспбрек - Олена Узлюк
- Веббі - Євген Лісничий
- Том - Андрій Твердак
- Містер Кін, Шериф Бортон - Євген Пашин
- Містер Марш - Михайло Кришталь
- Джорджі - Дмитро Зленко
- Малий Генрі - Павло Лі
- Малий Майк - Андрій Терещук
- Кріс, Коннор - Володимир Машук
- Одра - Інна Бєлікова

А також: Вячеслав Скорик, Аліса Балан, Катерина Качан, Павло Голов, Катерина Башкіна-Зленко, Дмитро Тварковський, Роман Солошенко,

## Виробництво
В інтерв'ю Variety постановник Андрес Мускетті повідомив, що вирішив зробити перерву у роботі над другою картиною, щоб подивитися на реакцію публіки, так як, за його словами, хотів залишатися вірним духу першоджерела і схвильований, що нова версія «Воно» містить більше крові, ніж телевізійний серіал 1990 року від ABC.

Режисер розповів, що друга частина перенесе дію на 27 років вперед і назвав приблизну дату початку зйомок:
«Швидше за все, ми знімемо сиквел. За планами, у нас буде сценарій другої частини в січні. В ідеальному випадку ми почнемо підготовку до зйомок у березні 2018 року. Перша частина стосується тільки дітей. Друга ж розповідає про цих персонажів 30 років потому. В фільмі будуть флешбеки зі спогадами про 1989 рік, коли вони були дітьми.»

Знімальний процес сиквела «Воно» розпочався влітку 2018 року.
17 вересня 2017 року актор Білл Скарсгард, який виконав роль танцюючого клоуна Пеннівайза, розповів, що студія відзняла сцену з ним, що розгорталися в минулому. Як повідомив Скарсгард, однією з ранніх версій фільму присутній момент з флешбеком в 1600-х роках. Тоді ще в місті Деррі не було Пеннівайза. Актор виконував роль персонажа не в гримі клоуна. В сцені було показано походження Пеннівайза. Сцена, як додав актор, полягала в тому, щоб показати існування монстра в надрах Землі протягом багатьох років. Портал Variety зазначив, що в ранньому сценарії «Воно», яким займався Кері Фукунага, також була подібна сцена. Там Пеннівайз грав на піаніно і пожирав дітей в 1800-х.